# Aussos
Aussos település Franciaországban, Gers megyében. Lakosainak száma 64 fő (2022. január 1.). Aussos Sère, Bézues-Bajon, Monties és Cap d'Astarac községekkel határos.

## Népesség
A település népességének változása:
| Lakosok száma | 114  | 70   | 73   | 59   | 66   | 75   | 81   | 84   | 77   | 64   |
|               | 1968 | 1982 | 1990 | 2006 | 2013 | 2015 | 2017 | 2019 | 2020 | 2022 |